# Era Socialistă (revistă)
Era Socialistă, cu subtitlul "Revistă teoretică și social-politică a Comitetului Central al Partidului Comunist Român" a început să apară din septembrie 1972 ca o continuare a revistei Lupta de clasă, ce fusese înființată în 1948, și a constituit, alături de organul Partidului Comunist Român, Scînteia, principalul mijloc de transmitere în mase a ideologiei regimului comunist.
Denumirea revistei a fost schimbată după Plenara din 3-5 noiembrie 1971, unde Nicolae Ceaușescu a prezentat Expunerea cu privire la programul P.C.R. pentru îmbunătățirea activității ideologice, ridicarea nivelului general al cunoașterii și educația socialistă a maselor. Prin acest program se punea capăt procesului de liberalizare a regimului din perioada 1965-1971, reinstaurându-se de acum dominația absolută a P.C.R. asupra vieții social-economice și cultural-științifice din România. De aceea, în luna septembrie 1972 și-a făcut apariția revista Era Socialistă, publicație ce avea ca scop intensificarea activității ideologice și educația socialistă a maselor, așa cum reieșea din hotărârile plenarei din 3-5 noiembrie.
La conducerea revistei a rămas până în 1974 Ștefan Voicu (Aurel Rotenberg), care a condus și Lupta de clasă din 1962. Din 1973, redactor șef adjunct a fost și Constantin Florea.
În perioada 1986-1989, redactor principal și publicist comentator la revista Era Socialistă a fost Aristide Cioabă.

## Numerotare
Revista avea o apariție bilunară și se tipărea cu 64 pagini, format A4. Doar în decembrie 1989 a apucat să mai apară un singur număr:
- An. 52, nr. 1-7 (1972)
- An. 53, nr. 1-24 (1973)
- An. 54, nr. 1-24 (1974)
- An. 55, nr. 1-24 (1975)
- An. 56, nr. 1-24 (1976)
- An. 57, nr. 1-24 (1977)
- An. 58, nr. 1-24 (1978)
- An. 59, nr. 1-24 (1979)
- An. 60, nr. 1-24 (1980)
- An. 61, nr. 1-24 (1981)
- An. 62, nr. 1-24 (1982)
- An. 63, nr. 1-24 (1983)
- An. 64, nr. 1-24 (1984)
- An. 65, nr. 1-24 (1985)
- An. 66, nr. 1-24 (1986)
- An. 67, nr. 1-24 (1987)
- An. 68, nr. 1-24 (1988)
- An. 69, nr. 1-23 (1989)

Ultimul număr al revistei Era Socialistă a apărut în prima parte a lunii decembrie 1989, după care și-a încetat apariția.